# وایزم
واج، واحد اساسی مکالمه صوتی است، نمایش بصری واج را وایزم (به انگلیسی: Viseme) می‌گویند.
یک وایزم قسمت قابل ارائه گفتار در نمای بصری برای کلاس‌بندی می‌باشد.
اصطلاح وایزم بر اساس تفسیر واج به عنوان یک واحد اساسی از گفتار در دامنه‌های صوتی/شنیداری، معرفی شد. (فیشر ۱۹۶۸)
با این حال، در تضاد با تعریف پذیرفته شده از واج به عنوان کوچکترین واحد ساختاری است که به معنی متمایز در درون یک زبان داده می‌شود، به عنوان یک انتزاع شناختی است که برای هر ماهیت حسی محدود نبوده.